# Рятуй, хто може (своє життя)
«Рятуй, хто може (своє життя)» (фр. Sauve qui peut (la vie)) — драматичний фільм спільного виробництва Франції, Австрії, ФРН та Швейцарії 1980 року, поставлений французьким режисером Жаном-Люком Годаром. Світова прем'єра стрічки відбулася 22 травня 1980 року на 33-му Каннському міжнародному кінофестивалі, де вона брала участь в головній конкурсній програмі у змаганні за «Золоту пальмову гілку».

## Сюжет
Фільм складається з прологу під назвою «Життя», трьох фрагментів та епілогу. У пролозі глядач знайомиться з Полем Годаром (Жак Дютрон), молодим кінорежисером, і його подругою Деніз Рімбо (Наталі Бей).
Уява
Деніз Рімбо розлучається з Полем і думає про те, щоб звільнитися з телестудії та переїхати в село. Вона не встигає на зустріч з письменницею і режисером Маргеріт Дюрас і просить Поля підмінити її.
Страх
Поль зустрічається з Маргеріт Дюрас. Та повинна прочитати лекцію про кінематограф, але Поль робить це замість неї. У кафе за вечерею він зустрічається зі своєю колишньою дружиною і 12-річною донькою Сесіль, які не зацікавлені в спілкуванні з ним. Усе, чого вони хочуть від Поля — аліменти й подарунок на день народження. Потім він остаточно розриває стосунки з Деніз. Пізно ввечері Поль зустрічає повію на ім'я Ізабель і вони їдуть до нього додому.
Торгівля
Ізабель заробляє проституцією, але мріє накопичити достатньо грошей, щоб залишити цю професію. Наступного ранку після ночі з Полем її ловить і б'є сутенер. У знятій квартирі її чекає молодша сестра. Вона просить в Ізабель грошей, але отримавши відмову, заявляє, що хоче заробити проституцією. Ізабель погоджується допомогти в обмін на половину заробітку. Ізабель спеціалізується на обслуговуванні клієнтів з особливими запитами: перший клієнт розігрує сцену інцеста за участю уявної дружини, другий влаштовує складну оргію, що нагадує машину Голдберга. У перервах Ізабель шукає квартиру через агентство нерухомості.
Наступного ранку Ізабель приїжджає подивитися квартиру. Виявляється, що раніше її знімали Деніз і Поль, яких вона застає на кухні.
В епілозі («Музика») Поль випадково зустрічає свою колишню дружину і доньку в місті. Він просить їх проводити з ним більше часу, але під час розлучення його збиває машина, в якій їхала сестра Ізабель з одним зі своїх клієнтів. Мати умовляє Сесіль залишити травмованого Поля, заявляючи, що це їх ніяк не обходить.

## У ролях
| • Ізабель Юппер   | … | Ізабель Рів'єр |
| • Жак Дютрон      | … | Поль Годар     |
| • Наталі Бей      | … | Деніз Рімбо    |
| • Ролан Амстюц    | … | другий клієнт  |
| • Сесіль Теннер   | … | Сесіль         |
| • Анна Балдаччіні | … | сестра Ізабель |
| • Роже Жендлі     | … | другий хлопець |
| • Фред Персонн    | … | перший клієнт  |
| • Ніколь Жаке     | … | жінка          |
| • Дор Де Роза     | … | ліфтер         |

## Знімальна група
- Автори сценарію — Анн-Марі М'євіль, Жан-Клод Карр'єр
- Режисер-постановник — Жан-Люк Годар
- Продюсери — Жан-Люк Годар, Ален Сард
- Виконавчий продюсер — Марін Карміц
- Оператори — Ренато Берта, Вільям Любчанський, Жан-Бернар Мену
- Композитор — Габрієль Яред
- Монтаж — Жан-Люк Годар, Анн-Марі М'євіль
- Артдиректор — Ромен Гупіль

## Нагороди та номінації
| Список нагород та номінацій         | Список нагород та номінацій | Список нагород та номінацій   | Список нагород та номінацій  | Список нагород та номінацій | Список нагород та номінацій |
| Кінопремія                          | Рік                         | Категорія                     | Номінант(и)                  | Результат                   | Дж                          |
| ----------------------------------- | --------------------------- | ----------------------------- | ---------------------------- | --------------------------- | --------------------------- |
| Каннський міжнародний кінофестиваль | 1980                        | Золота пальмова гілка         | Рятуй, хто може (своє життя) | Номінація                   |                             |
| Премія «Сезар»                      | 1981                        | Найкращий фільм               | Рятуй, хто може (своє життя) | Номінація                   |                             |
| Премія «Сезар»                      | 1981                        | Найкраща режисерська робота   | Жан-Люк Годар                | Номінація                   |                             |
| Премія «Сезар»                      | 1981                        | Найкращий актор другого плану | Наталі Бей                   | Перемога                    |                             |
| Національна спілка кінокритиків США | 1981                        | Найкращий фільм               | Рятуй, хто може (своє життя) | Номінація                   |                             |
| Національна спілка кінокритиків США | 1981                        | Найкращий режисер             | Жан-Люк Годар                | Номінація                   |                             |